# Сан Ђироламо (Пиза)
Сан Ђироламо је насеље у Италији у округу Пиза, региону Тоскана.
Према процени из 2011. у насељу је живело 32 становника. Насеље се налази на надморској висини од 26 м.